# 林修のニッポンドリル
『林修のニッポンドリル』（はやしおさむのニッポンドリル）は、フジテレビ系列で2018年4月25日から2023年9月13日まで放送されていたバラエティ番組である。東進ハイスクールの講師である林修の冠番組。
レギュラー開始前、2018年1月6日にパイロット版が放送された。

## 概要
当番組のMCを務める林修が講師となり、日本人だからこそ知っておきたい、ニッポンにまつわる様々な分野で林修考案の問題をゲストに出題し、ゲストの回答の誤答をその場で添削しながら解説、講義する番組。林が同局でゴールデンタイム帯のレギュラー放送のバラエティ番組でMCを務めるのは初となる。
特番を含め、開始当初は「日本の素晴らしさ」や「正しい日本語の使い方」をテーマに林が解説、講義をするといった内容だったが、2019年4月以降は、以前の内容に加えて、身近に潜んでいる様々な日本の謎を芸能人が解き明かす、一流店や視聴者や公共団体などから依頼を受け、古くて開けることができない金庫を解除する（金庫シリーズ）といった様々な企画が実施された。
2021年2月以降になると、関係者の協力のもと、芸能人やスタッフによる企業・工場の密着取材のVTRを中心に、食品メーカーやファミリーレストランなどの食品産業や小売店などの人気商品をランキング形式で順々に紹介していき、上位に選ばれるのは何かを出演者全員が予想していく、『売上番付シリーズ』の企画が始まったと同時に、上記の内容で放送されることは少なくなった。
2018年4月から9月までは毎週水曜日 19:57 - 21:00（JST）に放送されていた
2018年8月8日（フジテレビの日）には番組初となる『世界の何だコレ!?ミステリー』との合体スペシャル〈19:00 - 21:00〉が放送された。以降も不定期で合体スペシャルが放送されていた。
2018年10月からはフジテレビが20時台のフライングスタート（19:57開始）を廃止したことにより、放送時間が毎週水曜日 20:00 - 21:00（JST）となった。
2020年4月以降、隔週で当番組と『世界の何だコレ!?ミステリー』が通常放送（20:00 - 21:00）及び交互2時間スペシャル（19:00 - 21:00）の放送を行う傾向があった。
2022年1月19日に通算100回を達成した。
2023年10月の改編で当番組枠に『奇跡体験!アンビリバボー』が枠移動されることになり、当番組は同年9月13日で終了することが決定して、同日の放送をもって約5年半の放送の歴史に幕を下ろした。
最終回では出演者からの発表や挨拶は一切なく、番組の最後に「5年半ありがとうございました」とテロップ表示されて締めた。

## 出演者
担任（総合司会）
- 林修（東進ハイスクール講師）

副担任（アシスタントMC）
- ノブ（千鳥）

学級委員長（レギュラーパネラー）
- 風間俊介

生徒（レギュラーパネラー）
- 川島明（麒麟）
- 井森美幸

準レギュラーパネラー
出演頻度の高い人物のみ記載
- 長嶋一茂
- 厚切りジェイソン
- モーリー・ロバートソン
- 中田喜子
- 松本明子
- 本仮屋ユイカ
- 小池美由

VTRのみ出演
出演頻度の高い人物のみ記載
- みやぞん（ANZEN漫才）
- 中岡創一（ロッチ)
- かまいたち
- ギャル曽根
- ビビる大木
- 横澤夏子
- 渋谷凪咲（NMB48）

## 放送リスト

### パイロット版（放送リスト）
| 回 | 放送日                | テーマ                                               | ゲスト                                                                       | 備考                                      |
| -- | --------------------- | ---------------------------------------------------- | ---------------------------------------------------------------------------- | ----------------------------------------- |
| 0  | 2018年 1月6日（土曜） | 林先生が国宝・富士山の問題を作成!今半の仕入れに潜入! | 風間俊介、川田裕美、小峠英二（バイきんぐ）、中田喜子、モーリー・ロバートソン | 13:30 - 15:30（120分） ローカルセールス枠 |

### レギュラー版（放送リスト）
- 終了時刻が通常時と異なるものについては、飛び降り点にかかる注記を行っている。

| 2018年 | 2018年   | 2018年                                                   | 2018年 | 2018年                                                                 |
| 回     | 放送日   | テーマ                                                   | ゲスト | 備考                                                                   |
| ------ | -------- | -------------------------------------------------------- | --- | ---------------------------------------------------------------------- |
| 1      | 4月25日  | 世界が絶賛!国王 平等院鳳凰堂・星野リゾートの究極接客!    | 武田鉄矢、小峠英二（バイきんぐ）、菊地亜美、ロバート・ボールドウィン、ギャル曽根                                            | 初回2時間スペシャル （19:00 - 21:00）                                  |
| 2      | 5月9日   | 奇跡的に撮影許可!林先生が愛した日本庭園の絶景公開        | 中田喜子、長嶋一茂、竹俣紅、鈴木あきえ、小峠英二（バイきんぐ）                                                              |                                                                        |
| 3      | 5月16日  | 一番美味しいブランド米を林先生が全795種類から厳選!       | あき竹城、石塚英彦（ホンジャマカ）、谷まりあ、把瑠都、小峠英二（バイきんぐ）                                                |                                                                        |
| 4      | 5月23日  | 人生で一度は行きたい! 予約が取れない美食店               | 武田鉄矢、松本明子、土屋アンナ、菊地亜美、川島明（麒麟）                                                                    |                                                                        |
| 5      | 5月30日  | 人生で一度は訪れたい日光の社寺! また奇跡の撮影許可!      | 中田喜子、加藤一二三、菊地亜美、本仮屋ユイカ、小峠英二（バイきんぐ）                                                        |                                                                        |
| 6      | 6月13日  | 千葉・成田山新勝寺はなぜ参拝客数日本一? 初公開㊙美仏像   | あき竹城、石塚英彦（ホンジャマカ）、菊地亜美、浜口京子、小宮浩信（三四郎）                                                  |                                                                        |
| 7      | 6月20日  | 特別な日に食べたい名店の和菓子 美食家林修が熱弁!         | 森昌子、長嶋一茂、くわばたりえ（クワバタオハラ）、岡田結実、あばれる君                                                      |                                                                        |
| 8      | 6月27日  | 天皇陛下!伊勢神宮!寂聴が語る昭和史!                      | 瀬戸内寂聴、尾上松也、菊地亜美、小峠英二（バイきんぐ）、 中田喜子、本仮屋ユイカ、松本明子、山本舞香                         | 4時間スペシャル （19:00 - 22:48）                                      |
| 9      | 7月11日  | 外国人が殺到!世界遺産・高野山を林先生が特別授業          | 中田喜子、紺野美沙子、関根麻里、厚切りジェイソン、川島明（麒麟）                                                            |                                                                        |
| 10     | 7月18日  | 奥入瀬・星野リゾートで大人気! 清涼絶景の客室に夏菜興奮   | 中田喜子、髙嶋政宏、松本明子、夏菜、川島明（麒麟）                                                                          |                                                                        |
| 11     | 8月1日   | 日本一の避暑地!吉永小百合も愛する奥日光・中禅寺湖        | 中田喜子、長嶋一茂、マルシア、新井恵理那、川島明（麒麟）                                                                    |                                                                        |
| 12     | 8月8日   | 人生で一度は行きたい楽園、星のや竹富島で過ごす極上の一日 | 中田喜子、長嶋一茂、本仮屋ユイカ、厚切りジェイソン、川島明（麒麟）                                                          | 何だコレ!?&林修ドリル 日本のナゾを解明!合体SP・第2部 〈19:57 - 21:00〉 |
| 13     | 8月22日  | 林先生も通う!美食の都・金沢の名店SP                      | 中田喜子、長嶋一茂、中条あやみ、厚切りジェイソン、川島明（麒麟）                                                            |                                                                        |
| 14     | 8月29日  | 大好評!林修先生が推薦する和菓子 第2弾!                   | 中田喜子、長嶋一茂、本仮屋ユイカ、厚切りジェイソン、川島明（麒麟）                                                          |                                                                        |
| 15     | 9月12日  | 美食&名店&世界遺産!飛騨高山・白川郷SP                    | 中田喜子、高田延彦、本仮屋ユイカ、新木優子、松本明子、大悟（千鳥）                                                          | 2時間スペシャル （19:00 - 21:00）                                      |
| 16     | 10月3日  | アナタが知らない昭和歌謡名曲のウラ側&極上の美宿SP        | 厚切りジェイソン、新井恵理那、尾上松也、小峠英二（バイきんぐ）、 武田鉄矢、長嶋一茂、中田喜子、松本明子、山本舞香、若槻千夏 | 枠縮小後初回だが、2時間スペシャル （19:00 - 21:00）                    |
| 17     | 10月17日 | 昭和歌謡ウラ側!森昌子が語る山口百恵・東京No.1焼肉店      | 森昌子、清水ミチコ、本仮屋ユイカ、厚切りジェイソン、向井慧（パンサー）                                                      | 何だコレ!?&林修ドリル 日本のナゾを解明!合体SP・第2部 （20:00 - 21:00） |
| 18     | 10月24日 | お月見…お彼岸…実は知らない秋の風習を波瑠もお勉強SP       | 中田喜子、波瑠、厚切りジェイソン、朝日奈央、川島明（麒麟）                                                                  |                                                                        |
| 19     | 10月31日 | 仁丹!もちっ子!昭和の大ヒット商品が奇跡の進化!            | 中田喜子、長嶋一茂、松本明子、大石絵理、川島明（麒麟）                                                                      |                                                                        |
| 20     | 11月7日  | 秋の絶景独り占め!旅好きも知らない朝京都                  | 中田喜子、長嶋一茂、厚切りジェイソン、高山一実（乃木坂46）、川島明（麒麟）                                                  |                                                                        |
| 21     | 11月14日 | 手土産に喜ばれる和菓子第3弾!林家・長嶋家から推薦         | 中田喜子、長嶋一茂、松本明子、本仮屋ユイカ、川島明（麒麟）                                                                  |                                                                        |
| 22     | 11月21日 | 出雲大社!縁結びの最強ルート&巨大しめ縄作りに迫る         | 中田喜子、高田延彦、本仮屋ユイカ、厚切りジェイソン、川島明（麒麟）                                                          |                                                                        |
| 23     | 11月28日 | 国宝&世界遺産!美しすぎる姫路城の秘密を特別解説!          | 中田喜子、高田延彦、松本明子、小池美由、川島明（麒麟）                                                                      |                                                                        |
| 24     | 12月19日 | 特別な日に行きたい“大人の贅沢旅”                         | 中田喜子、長嶋一茂、生駒里奈、本仮屋ユイカ、川島明（麒麟）                                                                  | 何だコレ!?&林修ドリル 日本のナゾを解明!合体SP・第2部 （20:00 - 21:00） |
| 25     | 12月26日 | 新年を迎える前に!明治神宮の初詣を学ぼうSP                | 名取裕子、堀内孝雄、松本明子、本仮屋ユイカ、川島明（麒麟）                                                                  | 2時間30分スペシャル （18:30 - 21:00）                                  |

| 2019年 | 2019年   | 2019年                                                          | 2019年 | 2019年                                                                             |
| 回     | 放送日   | テーマ                                                          | ゲスト | 備考                                                                               |
| ------ | -------- | --------------------------------------------------------------- | --- | ---------------------------------------------------------------------------------- |
| 26     | 1月23日  | 林先生がガチで通う名店!カレー&うなぎ&カツサンド!                | 中田喜子、長嶋一茂、厚切りジェイソン、本仮屋ユイカ、川島明（麒麟）                                                                                |                                                                                    |
| 27     | 1月30日  | フラワーロック・レコード針が今衝撃の姿になって大ヒット          | 中田喜子、東国原英夫、酒井美紀、夏菜、川島明（麒麟）                                                                                              |                                                                                    |
| 28     | 2月6日   | 冬に食べたい下町おでん&すき焼き!神木&有村が初体験               | 中田喜子、神木隆之介、有村架純、厚切りジェイソン、朝日奈央、川島明（麒麟）                                                                        |                                                                                    |
| 29     | 2月13日  | 知らないアナタは損!全国ご利益神社SP                             | 中田喜子、高田延彦、厚切りジェイソン、大石絵理、川島明（麒麟）                                                                                    |                                                                                    |
| 30     | 2月20日  | 縁結びの名所 朝の箱根三社参り                                   | 中田喜子、船越英一郎、松本明子、本仮屋ユイカ、川島明（麒麟）                                                                                      | 何だコレ×林修ドリル 日本のナゾ大調査SP・第2部 （20:00 - 21:00）                    |
| 31     | 3月6日   | 勝負手土産!伊勢丹新宿店で年間1位の洋菓子特集                    | 中田喜子、長嶋一茂、厚切りジェイソン、本仮屋ユイカ、川島明（麒麟）                                                                                |                                                                                    |
| 32     | 3月13日  | 名家に眠るお宝鑑定!織田信長の○○を東京大学で緊急調査             | 中田喜子、加藤一二三、本仮屋ユイカ、朝日奈央、川島明（麒麟）                                                                                      |                                                                                    |
| 33     | 4月10日  | また本物が!名家のお宝鑑定＆一茂千鳥の浅草旅                     | 中田喜子、遠藤憲一、二階堂ふみ、モーリー・ロバートソン、木嶋真優、川島明（麒麟）、れきしクン                                                      | 2時間スペシャル （19:00 - 21:00）                                                  |
| 34     | 4月17日  | マニアが教える!日本三景・天橋立                                 | 中田喜子、遠藤憲一、二階堂ふみ、モーリー・ロバートソン、木嶋真優、川島明（麒麟）                                                                  |                                                                                    |
| 35     | 4月24日  | 一茂・ノブが行く東京・新橋のミステリー調査                      | 中田喜子、市川右團次、本仮屋ユイカ、ニコラス・エドワーズ、川島明（麒麟）                                                                          |                                                                                    |
| 36     | 5月1日   | 令和初日に歴史的発見SP                                          | 中田喜子、長澤まさみ、東出昌大、モーリー・ロバートソン、れきしクン、川島明（麒麟）                                                                | 2時間スペシャル （19:00 - 21:00）                                                  |
| 37     | 5月15日  | なぜ?東京のカレー店に異変が! マニアが最新激戦区を調査           | 中田喜子、長嶋一茂、夏菜、ニコラス・エドワーズ、川島明（麒麟）                                                                                    |                                                                                    |
| 38     | 5月29日  | なぜ小学校に?巨大金庫をキンプリが調査! ノブの御朱印旅           | 中田喜子、松本明子、加藤一二三、本仮屋ユイカ、川田裕美、 モーリー・ロバートソン、厚切りジェイソン、吉田明世、池田美優、川島明（麒麟）             | 2時間スペシャル （20:00 - 21:54）                                                  |
| 39     | 6月12日  | 謎だらけ!日本三景・宮島ミステリーを調査!                        | 中田喜子、松本明子、吉田明世、厚切りジェイソン、 モーリー・ロバートソン、川田裕美、池田美優、川島明（麒麟）                                       |                                                                                    |
| 40     | 6月19日  | 間違いだらけの生前整理と食ナゾ                                  | 中田喜子、加藤一二三、モーリー・ロバートソン、本仮屋ユイカ、池田美優、川島明（麒麟）                                                              | 何だコレ!?&林修ドリル 日本の謎を大調査SP・第2部 （20:00 - 21:00）                  |
| 41     | 6月26日  | 呼び込み君! お風呂場のアレ! 大ヒット商品誕生の奇跡物語          | 中田喜子、原田曜平、夏菜、モーリー・ロバートソン、川島明（麒麟）                                                                                  |                                                                                    |
| 42     | 7月3日   | 行列ができる和菓子はなぜ美味しい?上野の絶品どら焼き             | 中田喜子、長嶋一茂、川田裕美、小池美由、川島明（麒麟）                                                                                            |                                                                                    |
| 43     | 7月10日  | 食ナゾ!なぜラーメンからナルトが消えた?なぜ出世魚は名前が変わる? | 井森美幸、モーリー・ロバートソン、原田曜平、本仮屋ユイカ、川島明（麒麟）                                                                          | 何だコレ!?&林修ドリル 日本の謎を大調査SP・第2部 （20:00 - 21:00）                  |
| 44     | 7月17日  | 東京・上野のナゾ調査!宝石店の金庫に怪しすぎるお宝が!            | 井森美幸、モーリー・ロバートソン、小池美由、EXIT                                                                                                  |                                                                                    |
| 45     | 7月31日  | 西郷隆盛は本名ではない?我が子に伝えたい歴史ミステリー           | れきしクン、井森美幸、モーリー・ロバートソン、川島明（麒麟）、堀田茜                                                                              |                                                                                    |
| 46     | 8月7日   | 伊勢神宮・出雲大社!2大ご利益神社SP!                             | 中田喜子、高田延彦、厚切りジェイソン、本仮屋ユイカ、川島明（麒麟）、 松本明子、山本舞香、小峠英二（バイきんぐ）、池田美優、モーリー・ロバートソン |                                                                                    |
| 47     | 8月21日  | 北千住・南千住のディープな街ナゾを調査!                         | 中田喜子、本仮屋ユイカ、モーリー・ロバートソン、川島明（麒麟）、小池美由、池田美優                                                                |                                                                                    |
| 48     | 9月4日   | 100年開かずの金庫VS天才鍵師!激闘50時間                          | 井森美幸、川田裕美、モーリー・ロバートソン、厚切りジェイソン、川島明（麒麟）                                                                      | 2時間スペシャル （19:00 - 21:00）                                                  |
| 49     | 9月25日  | 高田馬場の怪しい雑居ビルSP!奇妙な骨が吊るされたビルに潜入       | 中田喜子、モーリー・ロバートソン、本仮屋ユイカ、小池美由、川島明（麒麟）                                                                          | 何だコレ!?×林修ドリル 謎を解け!大調査SP・第2部（20:00 - 21:00）                    |
| 50     | 10月16日 | アナタは知らずに食べている?食ナゾ調査                           | 新木優子、小手伸也、モーリー・ロバートソン、川田裕美、小池美由、川島明（麒麟）                                                                    |                                                                                    |
| 51     | 10月23日 | 横浜中華街のナゾをノブ・風間俊介が調査                          | 中田喜子、モーリー・ロバートソン、大石絵理、小池美由、川島明（麒麟）                                                                              |                                                                                    |
| 52     | 11月6日  | 日本語のナゾ&開かずの金庫SP                                     | モーリー・ロバートソン、井森美幸、川田裕美、小池美由、川島明（麒麟）                                                                              | 2時間スペシャル （19:00 - 21:00）                                                  |
| 53     | 11月20日 | 知らずに使ってる?日本語のナゾを林先生が出題!                    | 井森美幸、池田美優、小池美由、モーリー・ロバートソン、川島明（麒麟）                                                                              |                                                                                    |
| 54     | 11月27日 | 誰も教えてくれないホントがある6連発                             | 井森美幸、モーリー・ロバートソン、小池美由、池田美優、川島明（麒麟）                                                                              | 何だコレ!?×林修ドリル 日本の謎を大調査SP・第2部 （20:00 - 21:00）                  |
| 55     | 12月25日 | 誰も教えてくれないニッポンの年末年始7連発                       | 蛍原徹（当時 雨上がり決死隊）、池田美優、小池美由、モーリー・ロバートソン、川島明（麒麟）                                                         | 世界の何だコレ!?ミステリー&林修のニッポンドリル合体4時間SP・第2部（21:00 - 22:48） |

| 2020年 | 2020年   | 2020年                                                        | 2020年                                                                                               | 2020年                                                            |
| 回     | 放送日   | テーマ                                                        | ゲスト                                                                                               | 備考                                                              |
| ------ | -------- | ------------------------------------------------------------- | --- | ----------------------------------------------------------------- |
| 56     | 1月22日  | 元大銀行の開かずの金庫にSnow Man!                             | 井森美幸、小池美由、渡辺翔太（Snow Man）、目黒蓮（Snow Man）、モーリー・ロバートソン、川島明（麒麟） | 2時間スペシャル （19:00 - 21:00）                                 |
| 57     | 1月29日  | 浅草のナゾを調査!浅草寺に繋がる秘密の地下道路が?              | 中田喜子、小池美由、朝日奈央、モーリー・ロバートソン、川島明（麒麟）                                 |                                                                   |
| 58     | 2月5日   | あなたは知らずに食べている?食ナゾ                             | 井森美幸、小池美由、モーリー・ロバートソン、川島明（麒麟）、井上清華（フジテレビアナウンサー）       | 何だコレ!?×林修ドリル 日本のナゾ大調査SP・第2部 （20:00 - 21:00） |
| 59     | 2月12日  | 林修先生が出題!タメになる日本語クイズ                         | 井森美幸、小池美由、山田裕貴、モーリー・ロバートソン、川島明（麒麟）                                 |                                                                   |
| 60     | 2月19日  | 大ヒット商品の誕生物語! きっかけは浅田真央選手!               | 井森美幸、小池美由、伊原六花、モーリー・ロバートソン、川島明（麒麟）                                 |                                                                   |
| 61     | 2月26日  | みやぞんが羽田空港を全力調査!                                 | 井森美幸、小池美由、杉山弥紀佳、モーリー・ロバートソン、川島明（麒麟）                               |                                                                   |
| 62     | 3月18日  | みやぞん&ティモンディ高岸が朝から朝までナゾ調査SP             | 井森美幸、藤田ニコル、小池美由、モーリー・ロバートソン、川島明（麒麟)                                | 3時間スペシャル （19:00 - 21:54）                                 |
| 63     | 4月15日  | 新・金庫シリーズ!あの高級店の金庫には何が入ってる?            | 矢田亜希子、小池美由、ゆきぽよ、モーリー・ロバートソン、川島明（麒麟）                               | 2時間スペシャル （19:00 - 21:00）                                 |
| 64     | 4月29日  | おうちで学ぼう!小学生の教科書から間違い探しドリル             | 井森美幸、小池美由、池田美優、モーリー・ロバートソン、川島明（麒麟）                                 | 2時間スペシャル （19:00 - 21:00）                                 |
| 65     | 5月13日  | 小学生教科書から出題!漢字間違い探しドリルSP                   | 井森美幸、池田美優、モーリー・ロバートソン、川島明（麒麟）                                           | 2時間スペシャル （19:00 - 21:00）                                 |
| 66     | 5月27日  | 送り仮名・書き順Q!小学生教科書から間違い探しSP                | 井森美幸、小池美由、山内健司（かまいたち）、川島明（麒麟）                                           | 2時間スペシャル （19:00 - 21:00）                                 |
| 67     | 6月10日  | 千鳥ノブ・EXITがミステリータウン東京を調査                    | 井森美幸、池田美優、モーリー・ロバートソン、川島明（麒麟）                                           | 2時間スペシャル （19:00 - 21:00）                                 |
| 68     | 6月24日  | みやぞん&フワちゃんがナゾ調査SP                               | 井森美幸、フワちゃん、モーリー・ロバートソン、川島明（麒麟）                                         | 2時間スペシャル （19:00 - 21:00）                                 |
| 69     | 7月15日  | 一流旅館の金庫から豊臣秀吉が愛用したお宝が!?                  | 福原遥、モーリー・ロバートソン、川島明（麒麟）                                                       | 2時間スペシャル （19:00 - 21:00）                                 |
| 70     | 7月29日  | ギャル曽根が蒲田 餃子人気店を爆食い調査!1位は?                | 井森美幸、川島明（麒麟）、髙橋ひかる、井上清華（フジテレビアナウンサー）                             | 2時間スペシャル （19:00 - 21:00）                                 |
| 71     | 8月5日   | みやぞん&ロッチ中岡 ニッポン全国ミステリー調査                | 井森美幸、川島明（麒麟）、井上清華（フジテレビアナウンサー）                                         | 何だコレ!?×林修ドリル 日本のナゾ大調査SP・第2部 （20:00 - 21:00） |
| 72     | 8月12日  | ノブVS出川VSフワちゃん 日本語ナゾ対決! ノブ負けたら副担任降格 | 川島明（麒麟）、小池美由、出川哲朗、フワちゃん、モーリー・ロバートソン                               | 2時間スペシャル （19:00 - 21:00)                                  |
| 73     | 9月2日   | 開かずの金庫VS天才鍵開け師! 前代未聞のダブル解錠SP            | 井森美幸、川島明（麒麟）、小池美由、生見愛瑠、モーリー・ロバートソン                                 | 2時間スペシャル （19:00 - 21:00)                                  |
| 74     | 9月16日  | ギャル曽根爆食い番付•赤坂 坦々麺編! 今夜1位が決定!            | 井森美幸、池田美優、川島明（麒麟）                                                                   | 2時間スペシャル （19:00 - 21:00)                                  |
| 75     | 10月14日 | 取材180時間!進化した成田空港&羽田空港SP                       | 井森美幸、夏菜、鈴木絢音（乃木坂46）、川島明（麒麟）                                                 | 2時間スペシャル （19:00 - 21:00)                                  |
| 76     | 10月28日 | 出雲大社!縁結びの最強参拝ルートSP                             | 井森美幸、本仮屋ユイカ、川島明（麒麟）                                                               | 2時間スペシャル （19:00 - 21:00)                                  |
| 77     | 11月11日 | 3つの開かずの金庫を連続解錠せよ! 天才鍵開け師が挑む           | 井森美幸、久間田琳加、川島明（麒麟）                                                                 | 2時間スペシャル （19:00 - 21:00)                                  |
| 78     | 12月16日 | 歌が上手い歌姫番付! 宇多田ヒカル・安室奈美恵・MISIA           | 井森美幸、早川聖来（乃木坂46）、 夏菜、川島明(麒麟)                                                  | 2時間スペシャル （19:00 - 21:00)                                  |

| 2021年 | 2021年   | 2021年                                              | 2021年                                                                                     | 2021年                            |
| 回     | 放送日   | テーマ                                              | ゲスト                                                                                     | 備考                              |
| ------ | -------- | --------------------------------------------------- | ------------------------------------------------------------------------------------------ | --------------------------------- |
| 79     | 1月20日  | 初潜入づくし!羽田＆成田空港SP                       | 井森美幸、齊藤京子（日向坂46）、川島明（麒麟）                                             | 2時間スペシャル （19:00 - 21:00） |
| 80     | 2月3日   | 日清食品インスタント麺売上番付! ギャル曽根が爆食い  | 矢田亜希子、小池美由、川島明（麒麟）                                                       | 2時間スペシャル （19:00 - 21:00） |
| 81     | 2月17日  | ギャル曽根 ハンバーグ＆広瀬香美が嫉妬する歌手番付   | 井森美幸、夏菜、川島明（麒麟）                                                             | 2時間スペシャル （19:00 - 21:00） |
| 82     | 2月24日  | ギャル曽根番付!新橋・お好み焼き戦争に3時のヒロイン! | 井森美幸、朝日奈央、川島明（麒麟）                                                         |                                   |
| 83     | 3月3日   | 開かずの金庫3つ連続解錠＆「瞬足」大ヒット物語       | 井森美幸、川島明（麒麟）、久間田琳加、池田美優、矢田亜希子                                 | 2時間スペシャル （19:00 - 21:00） |
| 84     | 3月17日  | 大手企業がガチ対決! 最新キッチン家電番付            | 川田裕美、高橋みなみ、川島明（麒麟）                                                       | 2時間スペシャル （19:00 - 21:00） |
| 85     | 4月21日  | セブンイレブン・吉野家・松屋! 売上げ番付SP          | 井森美幸、池田美優、川島明（麒麟）                                                         | 2時間スペシャル （19:00 - 21:00） |
| 86     | 5月12日  | モスバーガー・ロッテリア・サーティワン 売上げ番付SP | 井森美幸、渋谷凪咲(NMB48)、小池美由、川島明(麒麟)                                          | 2時間スペシャル （19:00 - 21:00） |
| 87     | 5月26日  | くら寿司・かっぱ寿司5番勝負! ドミノ・ピザ人気番付   | 井森美幸、朝日奈央、井上咲楽、川島明（麒麟）                                               | 2時間スペシャル （19:00 - 21:00） |
| 88     | 6月9日   | スシロー・餃子の王将売上番付SP                      | 川田裕美、藤田ニコル、みやぞん(ANZEN漫才)、川島明（麒麟）                                  | 2時間スペシャル （19:00 - 21:00） |
| 89     | 6月23日  | ロッテのお菓子&アイス番付に日向坂が参戦!            | 井森美幸、潮紗理奈（日向坂46）、丹生明里（日向坂46）、藤田ニコル、生見愛瑠、川島明（麒麟） | 2時間スペシャル （19:00 - 21:00） |
| 90     | 7月7日   | ニチレイ&マルハニチロ! 冷凍食品の売上番付SP         | 井森美幸、藤本美貴、池田美優、川島明（麒麟）                                               | 2時間スペシャル （19:00 - 21:00） |
| 91     | 8月4日   | 横浜中華街!激ヤバ裏メニュー爆食い調査               | 川田裕美、川島明（麒麟）、高橋みなみ、矢田亜希子、池田美優                                 |                                   |
| 92     | 8月18日  | ガスト&日高屋! 人気番付SP                           | 井森美幸、丸山桂里奈、井上清華（フジテレビアナウンサー）、川島明（麒麟）                   | 2時間スペシャル （19:00 - 21:00） |
| 93     | 9月1日   | 業務スーパー&オーケー 激安スーパー売上番付SP        | 井森美幸、藤本美貴、神田愛花、川島明（麒麟）                                               | 2時間スペシャル （19:00 - 21:00） |
| 94     | 9月15日  | バーミヤン&とんでん! 人気番付SP                     | 矢田亜希子、ビビる大木、池田美優、川島明（麒麟）                                           | 2時間スペシャル （19:00 - 21:00） |
| 95     | 10月13日 | マクドナルド&大阪王将! 人気番付SP                   | 井森美幸、池田美憂、川島明（麒麟）、井上清華（フジテレビアナウンサー）                     | 2時間スペシャル （19:00 - 21:00） |
| 96     | 10月27日 | コストコ・銀座コージーコーナー番付SP                | 井森美幸、藤本美貴、池田美憂、川島明（麒麟）                                               | 2時間スペシャル （19:00 - 21:00） |
| 97     | 11月10日 | セブンイレブン・ココイチ 売上番付SP                 | 井森美幸、小倉優子、樋口日奈（乃木坂46）、川島明（麒麟）                                   | 2時間スペシャル （19:00 - 21:00） |
| 98     | 12月22日 | 東洋水産・やよい軒! 人気番付SP                      | 井森美幸、坂下千里子、本田仁美（AKB48）、川島明（麒麟）                                    | 2時間スペシャル （19:00 - 21:00） |

| 2022年 | 2022年   | 2022年                                                | 2022年                                                                           | 2022年                            |
| 回     | 放送日   | テーマ                                                | ゲスト                                                                           | 備考                              |
| ------ | -------- | ----------------------------------------------------- | -------------------------------------------------------------------------------- | --------------------------------- |
| 99     | 1月12日  | デニーズ・ロイヤルホスト売上番付SP                    | 井森美幸、菅井友香（櫻坂46)、川島明（麒麟）                                      | 2時間スペシャル （19:00 - 21:00） |
| 100    | 1月19日  | 人気ラーメン店・一風堂&空港のナゾSP                   | 井森美幸、関水渚、川島明（麒麟）                                                 |                                   |
| 101    | 2月2日   | 北関東の激安スーパー＆丸源ラーメン番付                | 井森美幸、坂下千里子、関水渚、川島明（麒麟）                                     | 2時間スペシャル （19:00 - 21:00） |
| 102    | 2月16日  | 味の素冷凍食品＆大戸屋!売上番付                       | 井森美幸、秋元真夏（乃木坂46）、佐々木美玲（日向坂46）、藤本美貴、川島明（麒麟） | 2時間スペシャル （19:00 - 21:00） |
| 103    | 3月2日   | 今夜決定!成城石井王…小柳ルミ子VSマルシア＆幸楽苑番付  | 井森美幸、久間田琳加、藤本美貴、川島明（麒麟）                                   | 2時間スペシャル （19:00 - 21:00） |
| 104    | 3月16日  | ニトリ1位当て!伍代＆水森コンビがお買い物!和食さと番付 | 井森美幸、川島明（麒麟）、潮田玲子、池田美優                                     | 2時間スペシャル （19:00 - 21:00） |
| 105    | 4月6日   | 人気100円ショップ ダイソー＆キャンドゥ人気番付SP      | 井森美幸、川島明（麒麟）、神田愛花、武元唯衣（櫻坂46）                           | 2時間スペシャル （19:00 - 21:00） |
| 106    | 4月27日  | 無印良品の商品7千点から選ぶ最強人気番付＆シャトレーゼ | 井森美幸、坂下千里子、SHELLY、川島明（麒麟）                                     | 2時間スペシャル （19:00 - 21:00） |
| 107    | 5月11日  | 伊勢丹&大丸 2大デパ地下SP! 一番売れてる和菓子は?      | 井森美幸、川田裕美、菅井友香（櫻坂46）、川島明（麒麟）                           | 2時間スペシャル （19:00 - 21:00） |
| 108    | 6月1日   | スー子お薦め 業務スーパーTOP10&100円ショップ番付      | 井森美幸、ギャル曽根、向井葉月（乃木坂46）、川島明（麒麟）                       | 2時間スペシャル （19:00 - 21:00） |
| 109    | 6月15日  | 学者とめぐる世界遺産 軍艦島・日光東照宮・厳島神社     | 井森美幸、磯山さやか、川島明（麒麟）                                             | 2時間スペシャル （19:00 - 21:00） |
| 110    | 6月29日  | 開かずの金庫&スー子が行きたい北関東2大スーパー        | 井森美幸、田村保乃（櫻坂46）、横澤夏子、川島明（麒麟）                           | 2時間スペシャル （19:00 - 21:00） |
| 111    | 8月3日   | 西武＆東武! 池袋2大デパ地下番付SP                     | 井森美幸、上村ひなの（日向坂46）、横澤夏子、川島明（麒麟）                       | 2時間スペシャル （19:00 - 21:00） |
| 112    | 8月17日  | 学者と巡る世界遺産SP 清水寺&平等院鳳凰堂              | 井森美幸、川島明（麒麟）、トラウデン直美                                         | 2時間スペシャル （19:00 - 21:00） |
| 113    | 8月31日  | 学者と登る世界遺産! 富士山SP                          | 井森美幸、神田愛花、橋本直（銀シャリ）、川島明（麒麟）                           | 2時間スペシャル （19:00 - 21:00） |
| 114    | 9月14日  | 学者と巡る! 第ニの軍艦島＆石見銀山＆出雲大社          | 井森美幸、神田愛花、坂下千里子、山添寛（相席スタート）、川島明（麒麟）           | 2時間スペシャル （19:00 - 21:00） |
| 115    | 10月12日 | 学者と風間俊介が巡る!黒部ダム＆富岡製糸場             | 井森美幸、寺田心、徳井健太（平成ノブシコブシ）、トラウデン直美、川島明（麒麟）   | 2時間スペシャル （19:00 - 21:00） |
| 116    | 10月26日 | 学者と巡る昭和遺産!第2の軍艦島＆給食・団地の歴史      | 池田美優、井森美幸、川島明（麒麟）                                               | 2時間スペシャル （19:00 - 21:00） |
| 117    | 11月9日  | 遠藤憲一＆風間俊介が学者と巡る羽田空港!               | 井森美幸、黒谷友香、川島明（麒麟）                                               | 2時間スペシャル （19:00 - 21:00） |
| 118    | 11月30日 | 学者と巡るJR山手線                                    | 池田美優、井森美幸、川田裕美、川島明(麒麟)                                       | 2時間スペシャル （19:00 - 21:00） |
| 119    | 12月21日 | 学者が解説!日本の海を守る海上自衛隊                   | 井森美幸、ギャル曽根、川島明（麒麟）                                             |                                   |

| 2023年 | 2023年  | 2023年                                        | 2023年                                         | 2023年                            |
| 回     | 放送日  | テーマ                                        | ゲスト                                         | 備考                              |
| ------ | ------- | --------------------------------------------- | ---------------------------------------------- | --------------------------------- |
| 120    | 1月11日 | 学者と巡る首都高速＆軍艦島                    | 井森美幸、ギャル曽根、横澤夏子、川島明（麒麟） | 2時間スペシャル （19:00 - 21:00） |
| 121    | 1月25日 | 学者と巡るお金の工場! 国立印刷局＆造幣局      | 井森美幸、ギャル曽根、川島明（麒麟）           | 2時間スペシャル （19:00 - 21:00） |
| 122    | 2月8日  | 学者が選ぶ!春に見るべきニッポンの絶景ベスト24 | 井森美幸、ギャル曽根、横澤夏子、川島明（麒麟） | 2時間スペシャル （19:00 - 21:00） |
| 123    | 2月22日 | 学者と巡る昭和遺産!ニッポンおもちゃ革命       | 井森美幸、ギャル曽根、川島明（麒麟）           | 2時間スペシャル （19:00 - 21:00） |
| 124    | 3月8日  | 学者と巡る国家プロジェクト!東海道新幹線SP     | 井森美幸、藤本美貴、横澤夏子、川島明（麒麟）   | 2時間スペシャル （19:00 - 21:00） |
| 125    | 3月29日 | 学者と巡るコストコ＆業務スーパー人気番付SP    |                                                | 2時間スペシャル （19:00 - 21:00） |

## テーマソング
- 緑黄色社会「Mela!」(Epic Records Japan)

## ネット局
- 番組末尾の20:54 - 21:00はローカルセールス枠のため、フジテレビ以外の通常時フルネット局でも臨時に末尾6分除く同時ネットとなる場合がある一方、通常時末尾6分除く同時ネット局でも放送局の編成によっては臨時フルネットで放送する場合がある。
- 19:00開始の2時間スペシャル以外の拡大版を行う場合、番組末尾6分の飛び降り時刻は臨時に変更されるが実際には先述の4時間スペシャルでは臨時フルネットで放送した飛び降り局もあった。

| 放送対象地域   | 放送局                    | 系列                                         | 放送時間           | ネット状況                   |
| -------------- | ------------------------- | -------------------------------------------- | ------------------ | ---------------------------- |
| 関東広域圏     | フジテレビ（CX）          | フジテレビ系列                               | 水曜 20:00 - 21:00 | 【制作局】                   |
| 岩手県         | 岩手めんこいテレビ（mit） | フジテレビ系列                               | 水曜 20:00 - 21:00 | フルネット                   |
| 秋田県         | 秋田テレビ（AKT）         | フジテレビ系列                               | 水曜 20:00 - 21:00 | フルネット                   |
| 島根県・鳥取県 | さんいん中央テレビ（TSK） | フジテレビ系列                               | 水曜 20:00 - 21:00 | フルネット                   |
| 岡山県・香川県 | 岡山放送（OHK）           | フジテレビ系列                               | 水曜 20:00 - 21:00 | フルネット                   |
| 福岡県         | テレビ西日本（TNC）       | フジテレビ系列                               | 水曜 20:00 - 21:00 | フルネット                   |
| 佐賀県         | サガテレビ（sts）         | フジテレビ系列                               | 水曜 20:00 - 21:00 | フルネット                   |
| 鹿児島県       | 鹿児島テレビ（KTS）       | フジテレビ系列                               | 水曜 20:00 - 21:00 | フルネット                   |
| 北海道         | 北海道文化放送（uhb）     | フジテレビ系列                               | 水曜 20:00 - 20:54 | 同時ネット （20:54飛び降り） |
| 宮城県         | 仙台放送（OX）            | フジテレビ系列                               | 水曜 20:00 - 20:54 | 同時ネット （20:54飛び降り） |
| 山形県         | さくらんぼテレビ（SAY）   | フジテレビ系列                               | 水曜 20:00 - 20:54 | 同時ネット （20:54飛び降り） |
| 福島県         | 福島テレビ（FTV）         | フジテレビ系列                               | 水曜 20:00 - 20:54 | 同時ネット （20:54飛び降り） |
| 新潟県         | NST新潟総合テレビ（NST）  | フジテレビ系列                               | 水曜 20:00 - 20:54 | 同時ネット （20:54飛び降り） |
| 長野県         | 長野放送（NBS）           | フジテレビ系列                               | 水曜 20:00 - 20:54 | 同時ネット （20:54飛び降り） |
| 静岡県         | テレビ静岡（SUT）         | フジテレビ系列                               | 水曜 20:00 - 20:54 | 同時ネット （20:54飛び降り） |
| 富山県         | 富山テレビ（BBT）         | フジテレビ系列                               | 水曜 20:00 - 20:54 | 同時ネット （20:54飛び降り） |
| 石川県         | 石川テレビ（ITC）         | フジテレビ系列                               | 水曜 20:00 - 20:54 | 同時ネット （20:54飛び降り） |
| 福井県         | 福井テレビ（FTB）         | フジテレビ系列                               | 水曜 20:00 - 20:54 | 同時ネット （20:54飛び降り） |
| 中京広域圏     | 東海テレビ（THK）         | フジテレビ系列                               | 水曜 20:00 - 20:54 | 同時ネット （20:54飛び降り） |
| 近畿広域圏     | 関西テレビ（KTV）         | フジテレビ系列                               | 水曜 20:00 - 20:54 | 同時ネット （20:54飛び降り） |
| 広島県         | テレビ新広島（tss）       | フジテレビ系列                               | 水曜 20:00 - 20:54 | 同時ネット （20:54飛び降り） |
| 愛媛県         | テレビ愛媛（EBC）         | フジテレビ系列                               | 水曜 20:00 - 20:54 | 同時ネット （20:54飛び降り） |
| 高知県         | 高知さんさんテレビ（KSS） | フジテレビ系列                               | 水曜 20:00 - 20:54 | 同時ネット （20:54飛び降り） |
| 長崎県         | テレビ長崎（KTN）         | フジテレビ系列                               | 水曜 20:00 - 20:54 | 同時ネット （20:54飛び降り） |
| 熊本県         | テレビくまもと（TKU）     | フジテレビ系列                               | 水曜 20:00 - 20:54 | 同時ネット （20:54飛び降り） |
| 宮崎県         | テレビ宮崎（UMK）         | フジテレビ系列 日本テレビ系列 テレビ朝日系列 | 水曜 20:00 - 20:54 | 同時ネット （20:54飛び降り） |
| 沖縄県         | 沖縄テレビ（OTV）         | フジテレビ系列                               | 水曜 20:00 - 20:54 | 同時ネット （20:54飛び降り） |
| 大分県         | テレビ大分（TOS）         | 日本テレビ系列 フジテレビ系列                | 不定期放送         | 遅れネット                   |

過去のネット局
- 青森テレビ（ATV・TBS系列）
- テレビ山口（tys・同上）

## スタッフ

### レギュラー版（2023年7月26日以降）
- 企画統括：北口富紀子（フジテレビ、2023年1月11日-）
- ナレーター：松元真一郎
- 作家：池谷勇太、丸山コウジ、カツオ、鈴木功治、尾頭祐平、前田弘人
- 美術制作：木村文洋
- デザイン：永井達也（フジテレビ）
- アートコーディネーター：村瀬大
- 大道具制作：山寺宏幸
- 装飾：牛沢直樹
- アクリル装飾：斉藤祐介
- 電飾：斎(斉)藤誠二
- 生花装飾：荒川直史
- 植木装飾：後藤健
- マルチ：野崎裕康
- 衣装：塩野谷由美
- メイク：小野田亜美
- SW：今井健一（以前はCAM）
- CAM：長尾康平、大石飛雄馬、村上信介、宮本亜里【週替り】
- VE：大塚高矢、富澤貴啓、須藤雅則【週替り】
- AUD：盛田浩尉、絹山幸広【週替り】
- 照明：藤沢勝、萩原勝大【週替り】
- 編集：与那嶺涼、四ノ宮正一【週替り】
- MA：片桐麻莉子、水野学【週替り】（水野→一時離脱→復帰）
- 音響効果：星裕介
- タイトル：黒澤成年（フリーランス）
- CG：IMAGICA Lab.
- マルチデザイン：佐藤瞳
- 美術協力：フジアール、マルチバックス
- イラスト：ぴーたん（以前はCG）、リトルベア、K-WORK、グレートインターナショナル【週替り】
- 写真協力：PIXTA
- 技術協力：fmt、IMAGICA Lab.、Moveon、ティ・ピー・ブレーン
- リサーチ：井上幸浩、藤田洋一（共に一時離脱→復帰）、マニューバー、フォーミュレーション、金山亜希子【週替り】
- 制作協力：ワタナベエンターテインメント、HiHo-TV、Gothic、NEXTEP、Mulholland、MEW
- 編成：近藤篤正（フジテレビ）
- 広報：高橋慶哉（フジテレビ）
- TK：小柳成子
- AD：佐野可苗、田中来望、上野史哉、山下拓馬、小泉理子、七十苅汐里、辰巳桃子、中村健太、山口紗英、古賀誓、小池英気、佐藤実月、山田大輝、西尾天平、和田凌哉、杉本弘輝、石川笑見、石井菜摘、金澤早紀、野溝祐菜、横田莉久、玉置尚寛、野中雄矢、菊地真日瑠、玉村古都、古賀束笹【週替り】
- AP：具志堅彩香（HiHo-TV／Feel free）【毎週】、柴崎香苗、越當陽子（越當→以前はAD）【週替り】
- ディレクター：椎葉佐都子・関口渉（NEXTEP）、小田義和、福盛健太、森賀紀行（MEW）、薮崎雅弘、村上寧々（村上→以前はAD）、小林恵美、山口浩和、浅倉俊之、小島啓太、星啓大、節田紗菜、髙橋幸子、都野守貴裕【週替り】、岩下英生（HiHo-TV）【毎週】
- 演出：錫木亮・神垣光（NEXTEP、神垣→以前はディレクター）、佐々部龍太（Mulholland）、川崎敬（Gothic）、日下真行（MEW）、田中友洋【週替り】
- 総合演出：疋田雅一（HiHo-TV／Feel free）
- プロデューサー：大和田宇一・高橋陽平（ワタナベエンターテインメント）、五十嵐元（フジテレビ）、中村倫久・湯田遥水（HiHo-TV、湯田→以前はAP）【毎週】、橋本孔一・内山大輔（Gothic）、出合信之・岩崎正志・生田健太郎（MEW）、須藤景子（NEXTEP）、信澤夢乃（信澤→以前はAD→週替りAP）【週替り】
- チーフプロデューサー：武田誠司（フジテレビ、以前は、編成兼務→企画→企画・チーフプロデューサー）
- 制作：フジテレビ編成制作局バラエティー制作センター（以前は、編成制作局制作センター第二制作室）
- 制作著作：フジテレビ

#### 過去のスタッフ
- ナレーター：城ヶ崎祐子、奥寺健（フジテレビアナウンサー）[注 12]
- 構成：木村圭太、田中慎吾、安部裕之
- 電飾：後藤佑介
- SW：松井光太郎
- VE：皆本翔太、須藤康則
- メイク：南里真衣、石崎沙綾、米田萌
- 編集：増田徳樹
- MA：近藤宏紀
- 音響効果：野呂楓子
- CG：富井真
- マルチデザイン：石井ちえ、服部智仁
- イラスト：デキサ、のんびりや、森本レオリオ
- 技術協力：4-Legs、バンエイト
- リサーチ：杉山浩子、能松あゆみ、早川典孝、中尾拓彦、比留間達也、ONE BY ONE PLUS、小林和明、CLAP&WALK、スコープ、齊藤寛道、平松ただし
- 編成：田村優介（フジテレビ）
- 営業：橋口愛・寺山優（フジテレビ）
- AD：節田紗菜（以前は週替りAD）【毎週】、今林淳一、宮坂一輝、中丸健太、田中昌貴、齋藤啓真、小林竜則、熊田将之、松岡慧、江藤博文、井上翼、開発太志、平柳翔馬、中川聡巳、農座千尋、 望月椋太、中山憂太、長島明裕、石原空、泉水ひとみ、佐野可苗、高尾和生、津田愛実、石原優希、熊本健吾、清水佑樹、藤澤日向、畠山拓矢、秋本澪、原田莉果、廣田芹奈、菊地由晃、権田信太朗、藤中湧也
- AP：安藤元気、八木田夏実、三井静香、佐藤絵理、勝又郁乃
- ディレクター：櫻井弘美、山浦太郎、山崎恵弘、久保芳夫、秋山将慶、乾陽介、浦嵜優、加藤浩明、初沢奈保子、久佐賀浩之、鈴木真仁、大喜多高志、蔡理皓、安喜昌史、児山昌平、鈴木章浩、鈴木圭介、菊池暁、有働可奈子、山田翔太、竹井卓、坂本健一郎、百々隆了、高田直、橋本和哉（竹井→以前はAD）、桐越慎二、平田亮輔、吉行俊介（NEXTEP）、山本森坤、沢田翔太
- 演出/ディレクター：三宅佑治（以前は、演出のみ）
- 演出：鈴木一休（FCC）、亀田剛（かめハウス）、閑和明
- プロデューサー：中沢剛（dotframe）、嶋田哲治、杉山宏道（K-ten）、村山学、川村理美
- 制作協力：dotframe、FCC、K-ten、SCRATCH

### パイロット版（スタッフ）
- 企画・編成：武田誠司（フジテレビ）
- ナレーター：城ヶ崎祐子
- 作家：丸山浩司、池谷勇太、カツオ
- 美術制作：木村文洋
- デザイン：永井達也（フジテレビ）
- 装飾：田村一徳
- 美術進行：村瀬大、塩谷達郎
- 大道具製作：山寺宏幸
- 電飾：後藤佑介
- アクリル装飾：斉藤祐介
- 生花装飾：荒川直史
- 衣装：塩野谷由美
- メイク：中川奈帆
- マルチ：小池隆介
- SW：真野昇太
- CAM：横山大輔
- VE：澤田将人
- AUD：盛田浩尉
- 照明：毛利克也
- 編集：古屋卓、多田謙悟
- CG：富井真
- タイトル：黒澤成年（フリーランス）
- ドリルデザイン：石井ちえ
- イラスト：のんびりや
- MA：渡邊優久
- 音響効果：星裕介
- リサーチ：杉山浩子、能松あゆみ
- 美術協力：フジアール、マルチバックス
- 技術協力：fmt、IMAGICA、4-Legs
- TK：小柳成子
- AP：具志堅彩香（HiHo-TV）
- AD：今津和章、長島明裕、菅原惇史、信澤夢乃
- ディレクター：鈴木圭介、濱本美香、岩下英生、櫻井弘美、関谷優作
- 制作協力：HiHo-TV、SCRATCH
- プロデューサー：安原マリック勇人（ワタナベエンターテインメント）、中村倫久（HiHo-TV）、村山学
- 総合演出：疋田雅一（HiHo-TV）
- チーフプロデューサー：大和田宇一（ワタナベエンターテインメント）
- 制作：ワタナベエンターテインメント
- 制作著作：フジテレビ